# قصر مانهايم
قصر مانهايم أو شلوس مانهايم (بالألمانية: Schloss Mannheim) هو قصر بني في عهدي الأميرين الألمانيين «كارل فيليب» و«كارل تيودور» على ثلاثة مراحل بين الأعوام 1720 و1760 في مدينة مانهايم بألمانيا. وكان هذا القصر مقرا لحكمهما بين السنوات 1720 وحتى 1777
لحكم منطقة الفالز.

## الفن المعماري
يشمل قصر مانهايم المبنى على فن الباروك عدة أجنحة: منها الجناح الشرقي، ووساحة التشريفات الشرقية والمبنى الوسطي وساحة التشريفات الغربية والجناح الجنوبي والجناح الغربي.
كما يشمل القصر كنيسة القصر والمكتبة وهما من ضمن مبنى القصر. الواجهة طويلة وعريضة وتتكون من ثلاثة طوابق. في الوسط جزء مكون من أربعة طوابق (بافليون) يميز الواجهة الطويلة ويحسن من منظرها. ويتميز الأثاث والديكور الداخلي بتعبيره عن الفن الأوروبي الغالب في وقت بناء القصر.
يلحق بالقصر الذي يبلغ عرضه 450 متر بحديقة كبيرة تبلغ مساحتها 6 هكتار، وهي واحدة من أكبر حدائق القصور الأوروبية. يعتبر قصر مانهايم هو ثاني القصور الأوروبية من وجهة حجمه وتصميمه على الطراز الباروكية، بعد قصر فرساي الفرنسي. وقد روعي عند بناء القصر أن يكون في لكل جناح منه نافذة أزيد من عدد نوافذ أجنحة قصر فرساي، بغرض تثبيت منزلة حكام الألمان خلال عهد الإمبراطورية الرومانية المقدسة.

## استغلاله الحالي
القصر مفتوح للزوار. ويشغل جزء منه مكتبة جامعة مانهايم، كما تقام محضرات الجامعة فيه بعض صالاته.

## اقرأ أيضا
- قصر نويشفانشتاين
- قصر سانسوسي
- قصر ارنزبورغ
- حدائق ملوك هانوفر